# Kabinetsformatie Nederland 1981

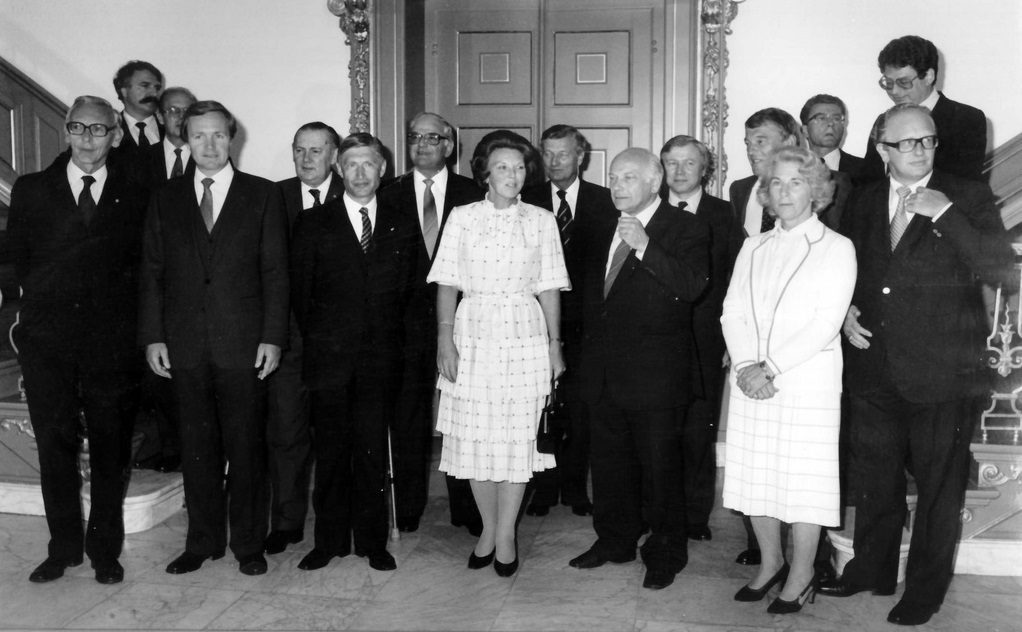
De bordesscène van het kabinet-Van Agt II en koningin Beatrix in Paleis Huis ten Bosch, vlak na de beëdiging door de koningin

Een kabinetsformatie vond plaats in Nederland na de Tweede Kamerverkiezingen van 26 mei 1981. De formatie resulteerde op 11 september in het aantreden van kabinet-Van Agt II, bestaande uit het Christen-Democratisch Appèl (CDA), de Partij van de Arbeid (PvdA) en Democraten 66 (D'66). Nog voor de regeringsverklaring viel het kabinet, maar werd binnen drie weken gelijmd.

## Achtergrond

### Kabinet-Van Agt I
De verkiezingen volgden aan het einde van de regeerperiode van het kabinet-Van Agt I, een kabinet van Christen-Democratisch Appèl (CDA) en Volkspartij voor Vrijheid en Democratie (VVD). Het kabinet was in 1977 tot stand gekomen na een recordlange kabinetsformatie. Tijdens die formatie werd eerst lange tijd geprobeerd een kabinet te vormen met de grootste partij, Partij van de Arbeid, het CDA en Democraten 66 (D'66). Toen dit in de eindfase mislukte, werd snel een kabinet van CDA en VVD geformeerd. De samenwerking verdeelde het CDA, waar een aantal fractieleden, de zogenaamde CDA-loyalisten, het kabinet slechts gedoogden. Ondanks de krappe meerderheid en de loyalisten wist het kabinet de termijn vol te maken.
De verhoudingen tussen CDA-premier Dries van Agt en VVD-vicepremier Hans Wiegel, die beiden weer lijsttrekker waren, was goed. De verhoudingen tussen van Agt en PvdA-leider Joop den Uyl waren al lange tijd verstoord. Dit was al het geval toen Van Agt minister was in het kabinet-Den Uyl (1973-1977), maar was verder verslechterd tijdens de formatie van 1977 en de oppositie van Den Uyl tegen het kabinet. Daarbij speelden hun karakters een grote rol. De katholieke Van Agt relativeerde de politiek, terwijl de uit een gereformeerd gezin afkomstige Den Uyl dit niet kon waarderen.

### Verkiezingscampagne

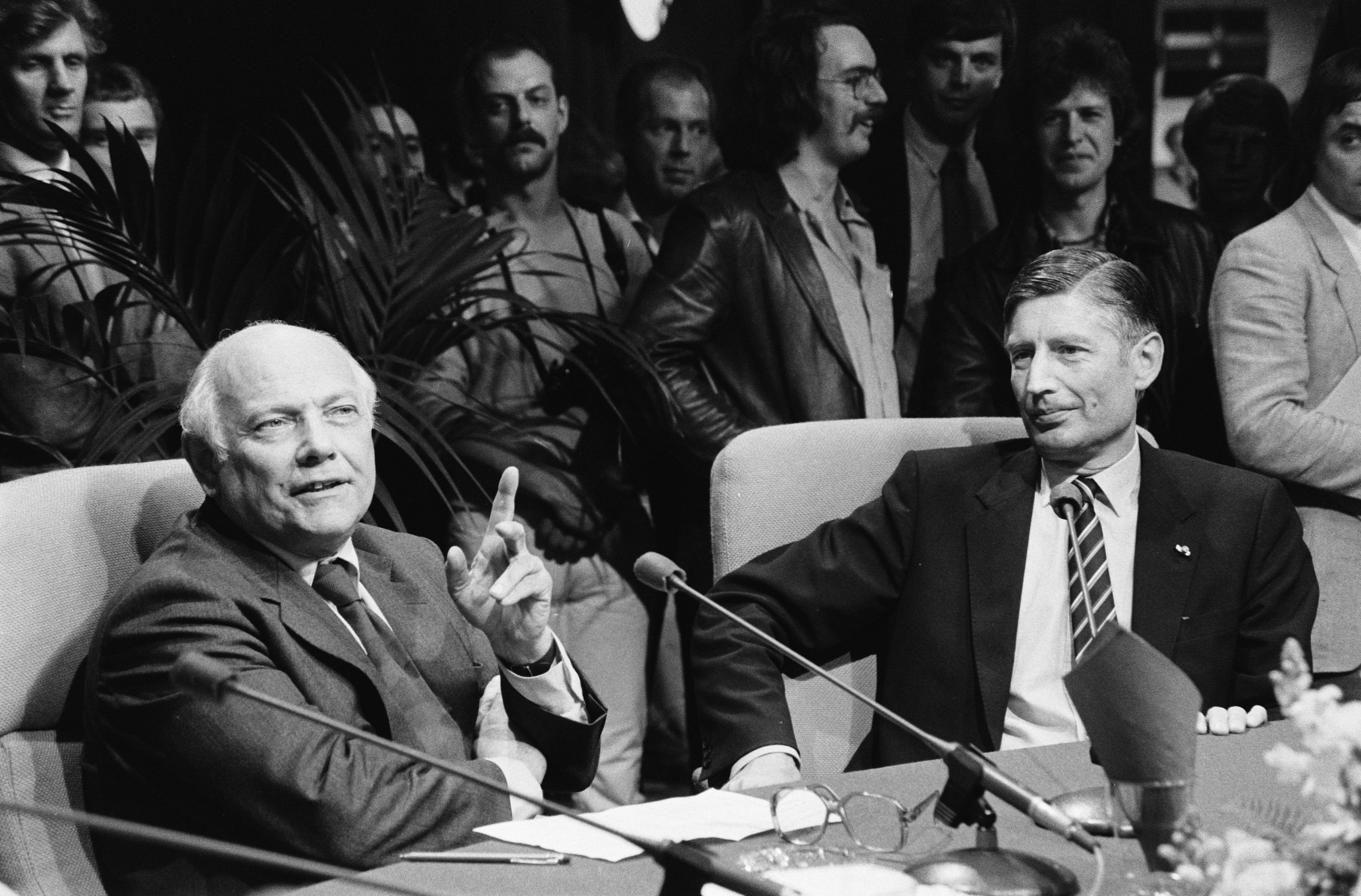
Den Uyl en Van Agt in debat tijdens de verkiezingscampagne

De campagne was vrij lauw. De financiële en sociaaleconomische problemen na de oliecrisis van 1979 veroorzaakten een zekere apathie. Van Agt vroeg steun voor voortzetting van beleid en gaf voorkeur aan een kabinet van CDA, VVD en D'66. D'66-lijsttrekker Jan Terlouw sloot deze combinatie echter uit. Van Agt was eventueel bereid met de PvdA te regeren, zelfs onder leiding van Den Uyl. Andersom verklaarde de PvdA hetzelfde. De partij vreesde een herhaling van 1977 en matigde de polarisatiestrategie. De hoop op een links meerderheidskabinet vervloog toen D'66 samenwerking met de Communistische Partij Nederland (CPN) uitsloot. Anderzijds werd de Staphorster variant genoemd, waarbij CDA en VVD steun van kleine rechtse christelijke partijen zouden verkrijgen, hoewel Van Agt daarover zei dat "daar we het land niet mee [kunnen] regeren".

### Verkiezingsuitslag

De zetelverdeling van de nieuw gekozen Tweede Kamer gedurende de kabinetsformatie. Zie de lijst van Tweede Kamerleden 1981-1982 voor de precieze invulling.
CPN (3)
PvdA (44)
PSP (3)
PPR (3)
D'66 (17)
VVD (26)
CDA (48)
GPV (1)
RPF (1)
SGP (3)

De grote winnaar van deze verkiezingen was D'66. Die partij steeg van acht naar zeventien zetels. De 'grote drie' CDA, PvdA en de VVD verloren. Het CDA ging van 49 naar 48 zetels, de PvdA van 53 naar 44 en de VVD van 28 naar 26. Door het verlies van CDA en VVD verloor ook de regeringscombinatie haar meerderheid. Winnaars waren verder de RPF (nieuw met twee zetels), de PSP (winst twee) en de CPN (winst één). De Boerenpartij (in 1981 deelnemend als Rechtse Volkspartij) en DS'70 verdwenen uit de Kamer.

## Informateurs Lubbers en De Koning

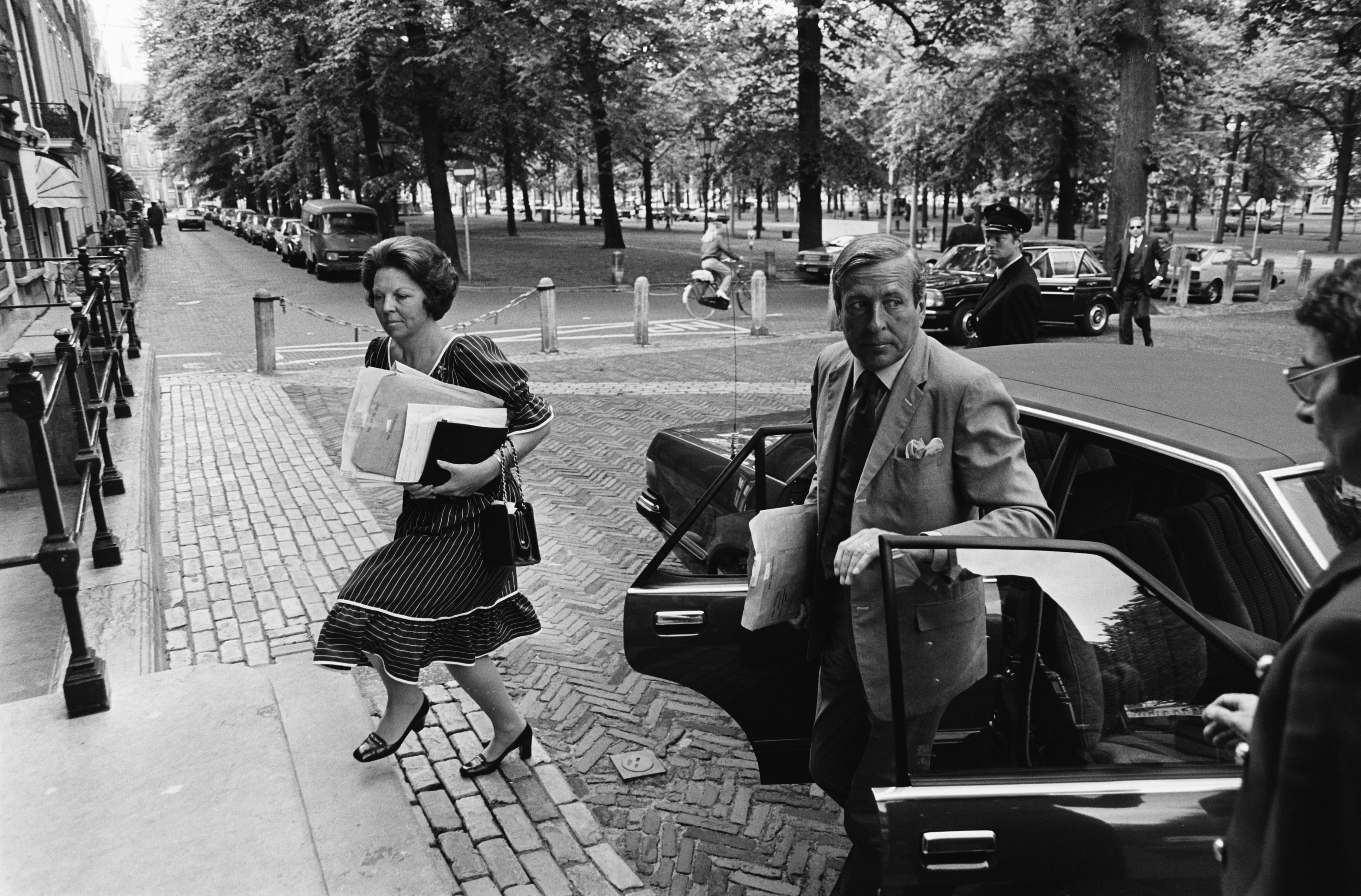
Koningin Beatrix arriveert op Paleis Lange Voorhout op 1 juni 1981 voor de formatie.

Koningin Beatrix liet zich in de dagen na de verkiezingen adviseren door haar vaste adviseurs en de fractievoorzitters. Van Agt stelde voor twee CDA-informateurs aan te wijzen, vanwege de politieke complexiteit en de geboden haast. Hij dacht daarbij aan Eerste Kamerlid Piet Steenkamp aangevuld met fractievoorzitter Ruud Lubbers of minister voor Ontwikkelingssamenwerking Jan de Koning. Den Uyl, Terlouw en Wiegel vonden één CDA-informateur voldoende. De in 1980 aangetreden Beatrix liet zich ook adviseren door haar ministers van Staat, iets wat doorgaans alleen bij impasses later in formaties plaatsvond. Jaap Burger (PvdA), Marga Klompé (CDA) en Marinus Ruppert (ARP) waren voorstander van een coalitie van PvdA, CDA en D'66. Willem Drees (voormalig PvdA), waar Beatrix bij op bezoek ging, gaf als enige advies dat CDA'er Jelle Zijlstra weer premier moest worden. Op 30 mei benoemde Beatrix Lubbers en De Koning tot informateur. Dat op deze combinatie werd uitgekomen, was volgens een fractiemedewerker omdat Lubbers daarvoor had gelobbyd bij andere partijleiders en ministers van Staat.

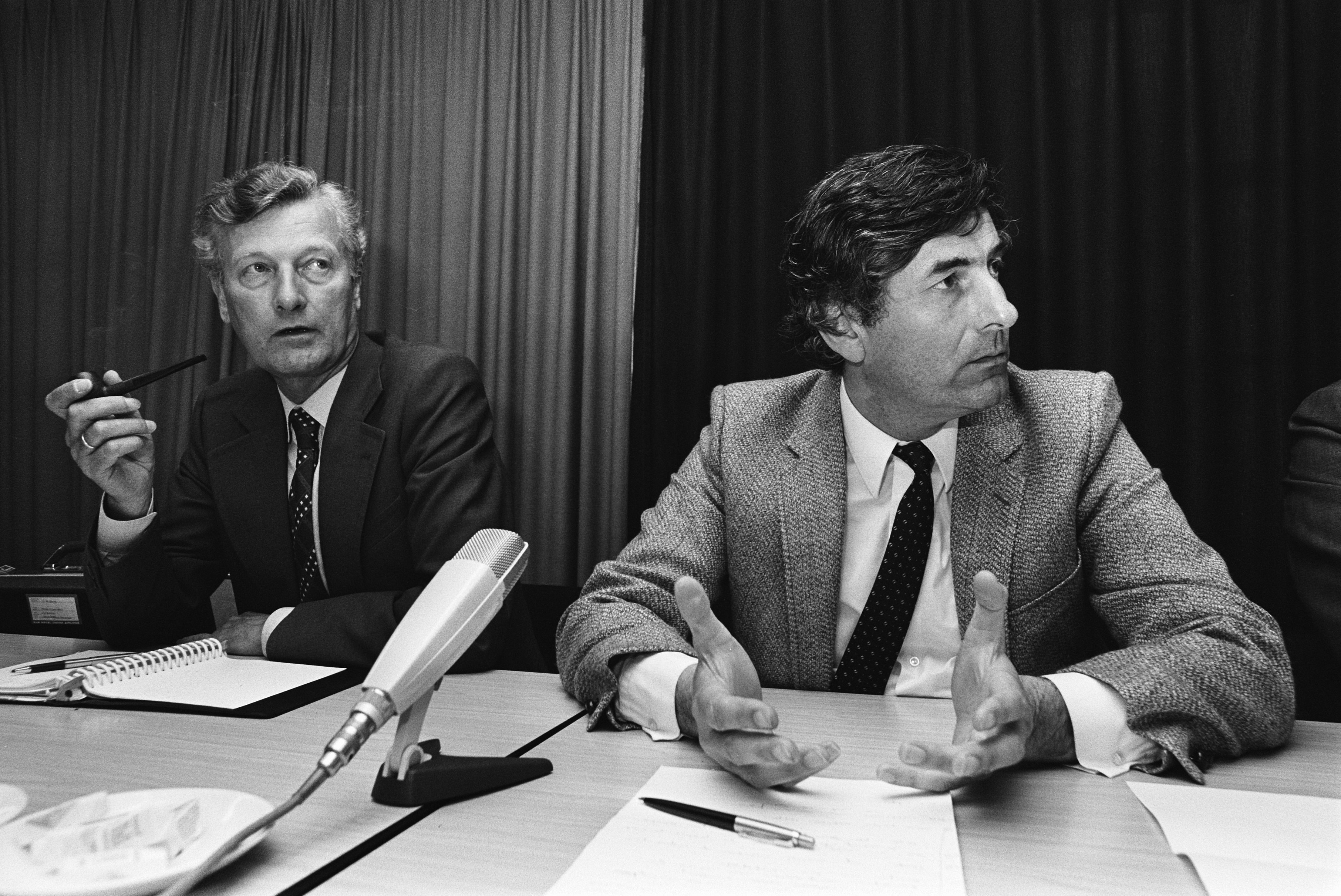
Informateurs Lubbers en De Koning bij een persconferentie.

De informateurs hadden als opdracht te onderzoeken welk kabinet, dat "mocht vertrouwen op een zo breed mogelijke steun in de volksvertegenwoordiging". Zij zagen meteen in dat de enige mogelijkheid daarvoor een kabinet van CDA, PvdA en D'66 was. Men begon met inhoudelijke onderhandelingen om te komen tot een regeerprogram. Ondanks verschillen verscheen op 25 juni het eerste conceptregeerakkoord. Voor 4 miljard gulden zou er omgebogen worden tot 1985. Het kabinet zou voorlopig geen kruisraketten plaatsen en wachten op de uitkomst van de onderhandelingen tussen de Verenigde Staten en de Sovjet-Unie. Van Agt omschreef het akkoord als "hetzelfde beleid als het vorige kabinet, met een scheutje PvdA erin'. Het kwam hem op kritiek van D'66 en zijn eigen partij te staan.

### Premiersvraag
De informateurs peilden tegelijkertijd bij de partijen wie de minister-president moest worden. Het CDA kandideerde daarvoor vanzelfsprekend Van Agt. Er waren ook stemmen binnen de partij om Van Agt de vervangen door bijvoorbeeld Lubbers, om zo de relatie met PvdA te redden, als Den Uyl dan ook zou opstappen. Voor PvdA was Van Agt onaanvaardbaar, hoewel ze wilden voorkomen dat net als in 1977 het zou mislukken op de positie van Van Agt. D'66 was eveneens tegen Van Agt, en hoopte als 'brugfunctie' tussen CDA en PvdA Terlouw naar voren te kunnen schuiven als premier. De partijraad van het CDA bevestigde echter op 20 juni vast te houden aan de kandidatuur van Van Agt. De informateurs stelden de premiersvraag daarom voortdurend uit.
De informateurs deden intussen een voorstel voor de portefeuilleverdeling. CDA en PvdA kregen beide zes ministersposten, terwijl D'66 er drie kreeg. Naast het premierschap kreeg het CDA Onderwijs, Justitie, Ontwikkelingssamenwerking, Financiën en Landbouw en Visserij. De PvdA kreeg Binnenlandse Zaken (gecombineerd met vicepremierschap), CRM, Buitenlandse Zaken, Sociale Zaken, Volkshuisvesting en Ruimtelijke Ordening. Als zesde kregen ze de optie voor Verkeer en Waterstaat of Volksgezondheid en Milieuhygiëne, de ander zou naar D'66 gaan. D'66 kreeg verder Economische Zaken en Defensie. Zowel PvdA als D'66 waren onaangenaam verrast. Doordat Binnenlandse Zaken gecombineerd was met het vicepremierschap, leek er geen ruimte voor Den Uyl die voor Binnenlandse Zaken nooit interesse had gehad. Terlouw was vooral bedroefd over Defensie en wilde liever Buitenlandse Zaken voor Laurens Jan Brinkhorst.

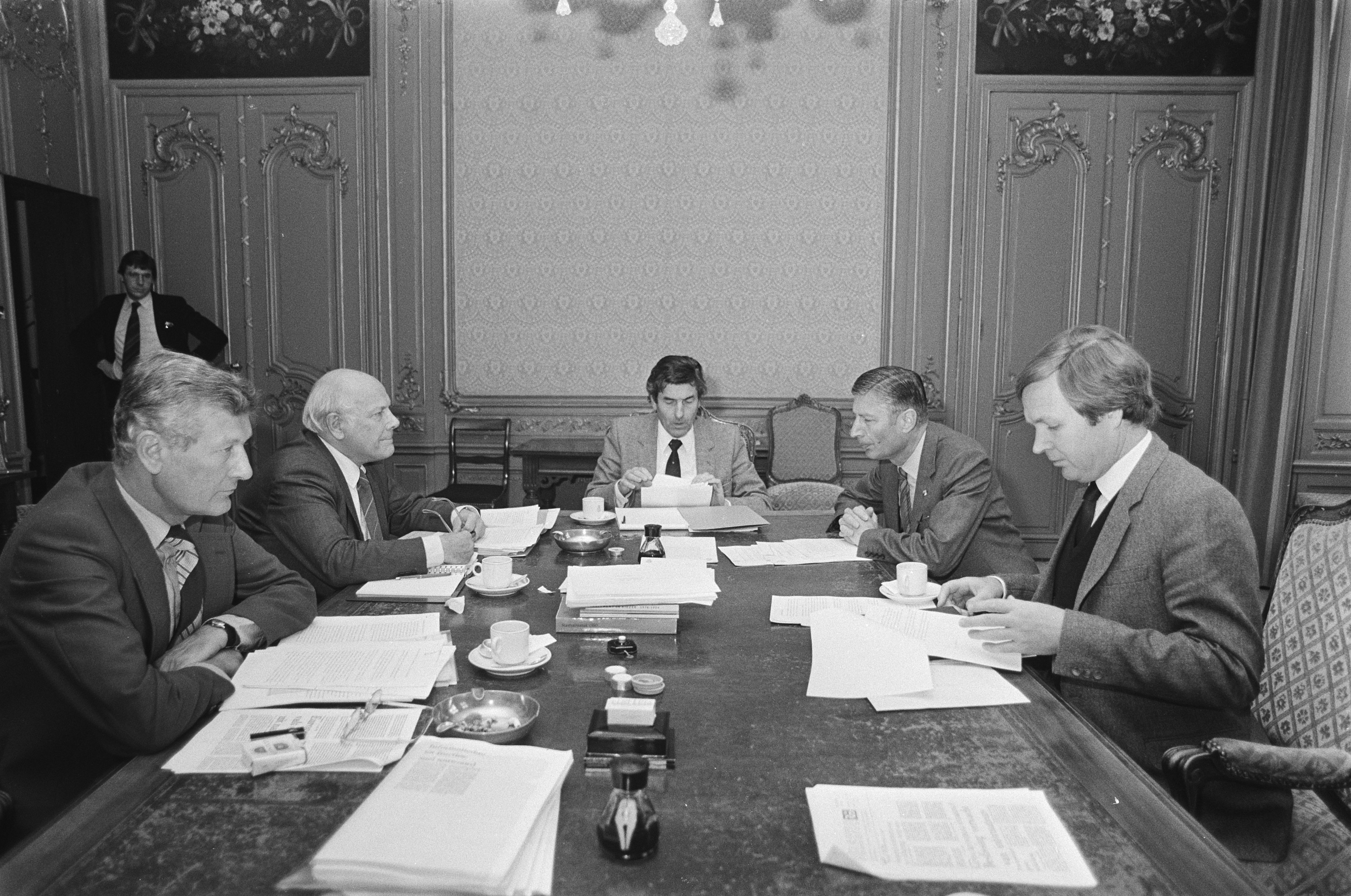
Van links naar rechts: informateur De Koning, Den Uyl, informateur Lubbers, Van Agt en Terlouw.

Na het verschijnen van het akkoord deed Van Agt op 1 juli een voorstel, wat hij "de grote sprong voorwaarts" noemde. Het akkoord zou ongewijzigd geaccepteerd worden als de partijen akkoord gingen met hem als premier. Dit werd door Terlouw en Den Uyl afgewezen. Van Agt en CDA-voorzitter Piet Bukman probeerden op 3 juli alsnog een doorbraak te bereiken door Zijlstra over te halen premier te worden. Zijlstra weigerde echter om persoonlijke redenen en vanwege inhoudelijke bezwaren tegen het akkoord. Zelfs Klompé en Beatrix konden hem niet overhalen. Het CDA stelde vervolgens Den Uyl en Terlouw op de hoogte van de poging. Op 6 juli ging D'66 toen maar akkoord met Van Agt als premier, iets wat de PvdA zag als verraad. Voor het blok gezet stemde de PvdA-fractie vervolgens in met Van Agt als premier, hoewel elf leden tegen stemden. De PvdA moest dan wel meer binnenhalen in het regeerakkoord, betere portefeuilles krijgen en Ed van Thijn - die tegen het accepteren van Van Agt had gestemd - moest toegevoegd worden als informateur. Dit laatste weigerde Van Agt aanvankelijk, maar ging hier onder druk uiteindelijk mee akkoord.

## Informateurs Lubbers, De Koning en Van Thijn

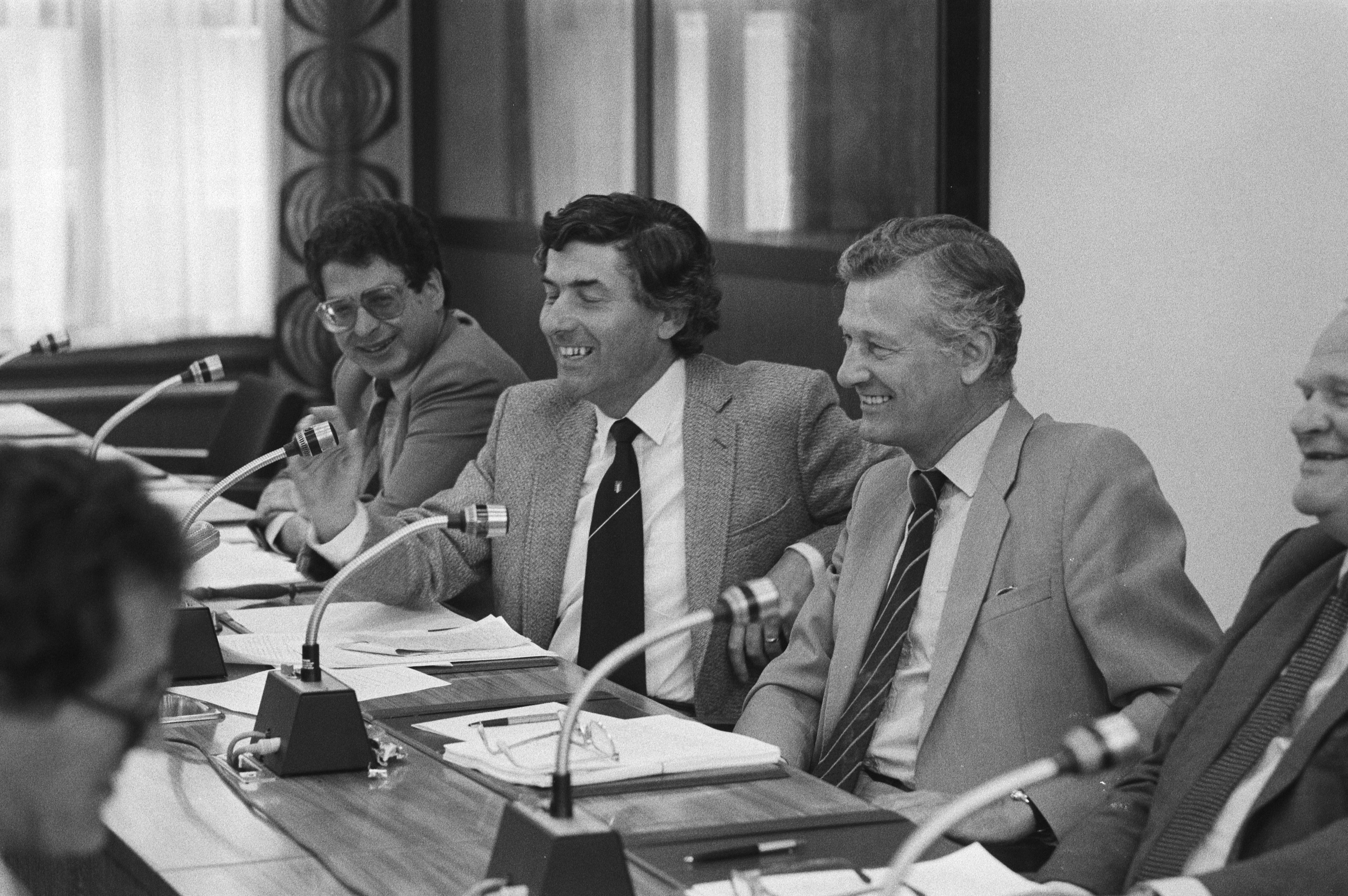
Persconferentie met informateurs Van Thijn, Lubbers en De Koning (v.l.n.r).

Op 10 juli werd Van Thijn benoemd tot informateur. Na een intermezzo van twee dagen werd er weer onderhandeld. Diverse geschilpunten moesten nog uitgewerkt worden, zoals kernenergie, kernwapens, minima en volkshuisvesting. Met name onderwijs bleek echter een probleem. CDA en PvdA waren het eens geworden over de door PvdA gewenste middenschool, maar claimden allebei het departement. Den Uyl claimde daarnaast Financiën en Terlouw Buitenlandse Zaken.
Op 20 juli kwamen de onderhandelaars en informateurs bijeen voor een beslissend beraad. Als oplossing werd op voorstel van Van Thijn Den Uyl minister van Sociale Zaken en Werkgelegenheid, projectminister voor werkgelegenheid, integrerend minister voor de sociaaleconomische sector en verder belast met Antilliaanse Zaken. Zijn takenpakket werd in de Haagsche Courant als 'superminister' bestempeld. Het leidde tot ontsteltenis bij het CDA, die dit als nederlaag van Van Agt zagen. D'66 was daarnaast woest, omdat de aan Terlouw toebedeelde positie op Economische Zaken werd uitgekleed. Op Onderwijs kwam als oplossing een PvdA-minister. Twee CDA-staatssecretarissen werden dan als 'waakhonden' toegevoegd, wat voor Den Uyl onacceptabel was en vooruitgeschoven werd.

### Fractieberaad

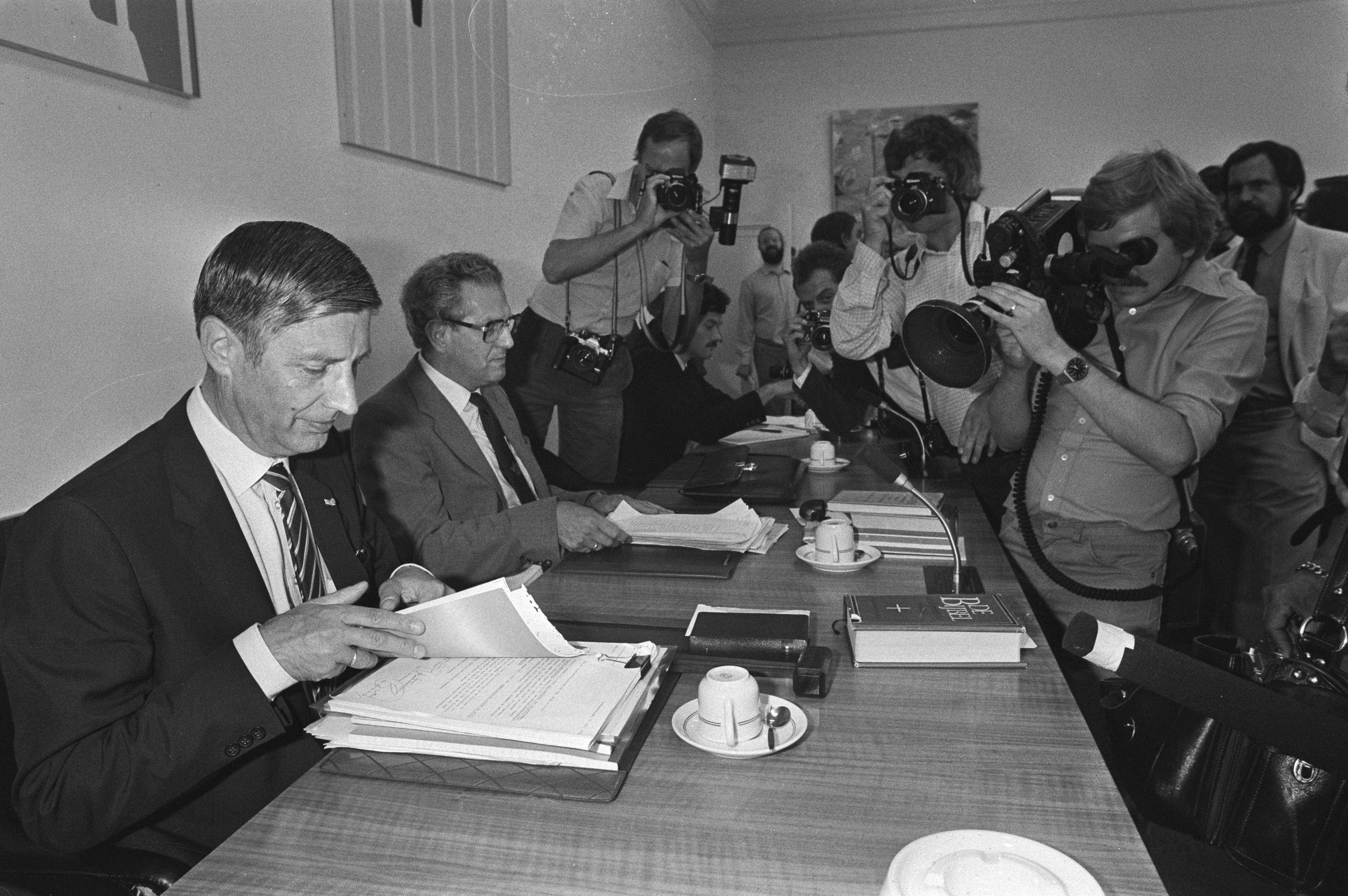
Van Agt bij de fractievergadering op 28 juli.

De volgende dag gingen de fracties van D'66 en PvdA akkoord met het onderhandelingsresultaat. De CDA-fractie vond het akkoord niks en vond dat te veel belangrijke posities waren weggegeven. Van Agt verdedigde het resultaat nauwelijks. De fractie kwam vervolgens met wijzigingsvoorstellen. De informateurs lieten op 27 juli echter weten dat ze weigerden het akkoord open te breken en dat het CDA moest kiezen. Een meerderheid was vervolgens bereid het akkoord te accepteren en eventuele geschilpunten onder leiding van een formateur te regelen. Twaalf leden, waaronder de loyalisten, gaven publiekelijk aan Van Agt niet wilden volgen. Pas op 30 juli ging de fractie akkoord met een brief waarin uitgesproken werd dat zij bereid waren tot formeren, mits de defensieparagraaf werd verwijderd uit het akkoord. Voor de sociaaleconomische paragraaf vonden ze dat advies ingewonnen moest worden in de formatiefase bij de president van de De Nederlandsche Bank Jelle Zijlstra, voorzitter van de Sociaal-Economische Raad Jan de Pous en de directeur van het Centraal Planbureau Cees van den Beld, alle drie prominent CDA'ers. Dat laatste was wederom onacceptabel voor Den Uyl.
Ondanks de brief van het CDA stelden de informateurs hun eindverslag op en presenteerden het als een definitief akkoord. Van Agt had daar grote bezwaren tegen, maar de fractie wilde alsnog doorgaan. Dezelfde dag nam echter ook de D'66-fractie afstand van het akkoord, omdat zij het niet eens waren met de constatering van de informateurs dat de resterende problemen waren opgelost.

## Formateurs Kremers en Van Thijn

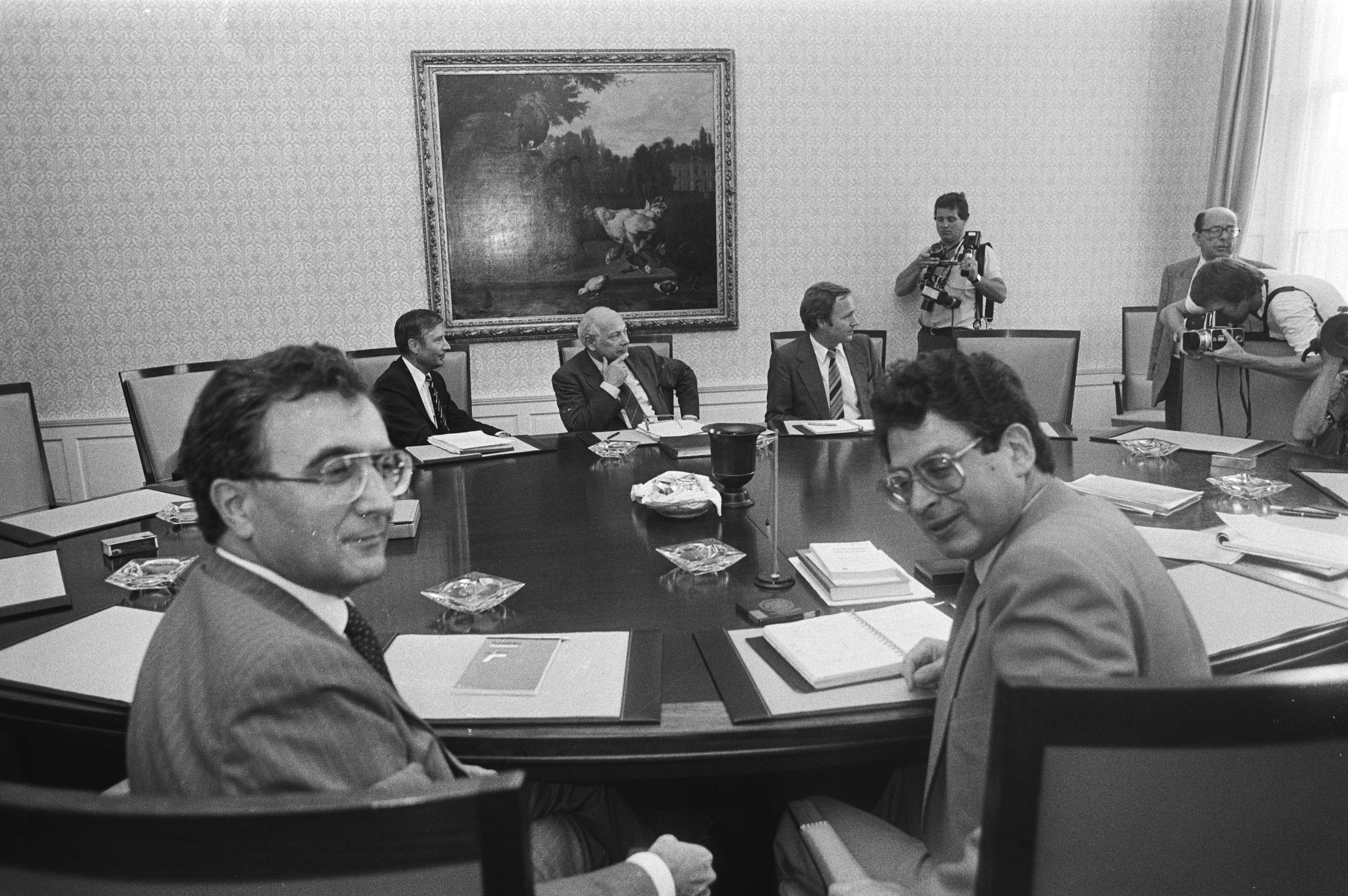
Formateurs Kremers (vooraan links) en Van Thijn (vooraan rechts) ontvangen Van Agt, Den Uyl, Terlouw (achteraan van links naar rechts).

Ondanks de bezwaren van de D'66 wilde Beatrix overgaan tot het aanwijzen van formateurs. Zij wees daarvoor Van Thijn en de Limburgse gouverneur Sjeng Kremers (CDA) aan op 4 augustus. Zij kregen de opdracht een kabinet te vormen op basis van het eindverslag van de informateurs, waardoor nieuwe onderhandelingen praktisch uitgesloten waren. Zij gingen aan de slag met de bezetting van de ministeries en deden op 11 augustus een voorstel.
Op 12 augustus eiste Van Agt dat tijdens de formatie nog eens 4,5 miljard gulden omgebogen moest worden in de begroting voor 1982, als het gevolg van beleid van het zittende kabinet. Wederom waren Den Uyl en Terlouw woedend, omdat de invulling van bezuinigingen aan het kabinet was. Het overleg verliep vervolgens slecht en volgens verschillende aanwezigen had het niet veel gescheeld of men was letterlijk op de vuist gegaan.
Op 17 augustus wilden de formateurs de reeds opgestelde conclusies voorleggen aan de fracties. Den Uyl en Terlouw gaven aan deze te verdedigen. Van Agt weigerde dat en gaf aan af te treden als een belangrijk deel van zijn fractie voor stemde. Het fractiebestuur vroeg Van Agt zijn houding te matigen. Voormalig minister Wilhelm Friedrich de Gaay Fortman, voorstander van samenwerking met de PvdA, sprak zich openlijk uit tegen het gedrag van Van Agt en de fractie. Op 19 augustus stemde de CDA-fractie. 12 van de 47 leden stemden voor het akkoord, desnoods zonder Van Agt. Zestien leden waaronder Lubbers gaven aan alleen tegen gestemd te hebben, omdat anders Van Agt zou opstappen. Dat dus een meerderheid wél een kabinet wilde met PvdA en D'66 lekte vervolgens uit. De formateurs zagen zich genoodzaakt hun opdracht terug te geven.

## Informateur De Gaay Fortman

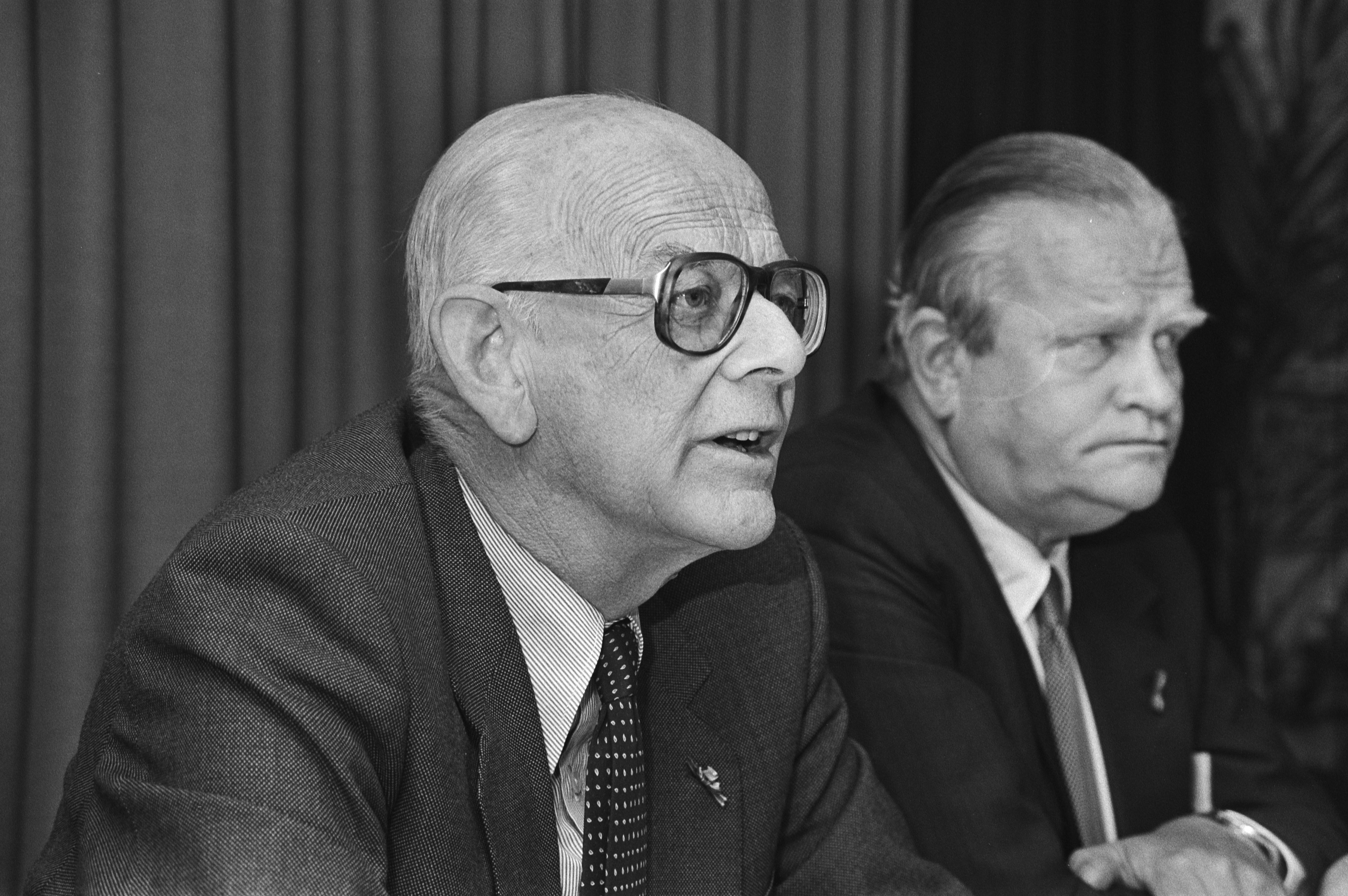
Informateur De Gaay Fortman geeft een persconferentie.

Op 20 augustus liet Beatrix zich wederom adviseren door haar vaste adviseurs en de fractievoorzitters. Van Agt adviseerde 'een gezaghebbend lid van het C.D.A.' aan te wijzen. Hij voegde daar eigenhandig aan toe dat deze nog geen voorkeur voor een coalitie moest hebben uitgesproken. Hij noemde Steenkamp en Willem Scholten als passend bij het profiel. Terlouw gaf eveneens voorstander aan een CDA-informateur, en noemde De Gaay Fortman. Minister van Staat Ruppert had zijn naam ook genoemd. Toen de koningin De Gaay Fortman had gesuggereerd, had Van Agt na even nadenken gezegd zich daar niet tegen te zullen verzetten. Den Uyl wilde het liefst een PvdA'er naast een CDA-informateur, terwijl Van Wiegel vond dat het ontslag van het zittende kabinet maar geweigerd moest worden zolang D'66 samenwerking met CDA en VVD blokkeerde. Diezelfde avond benoemde Beatrix De Gaay Fortman als informateur.

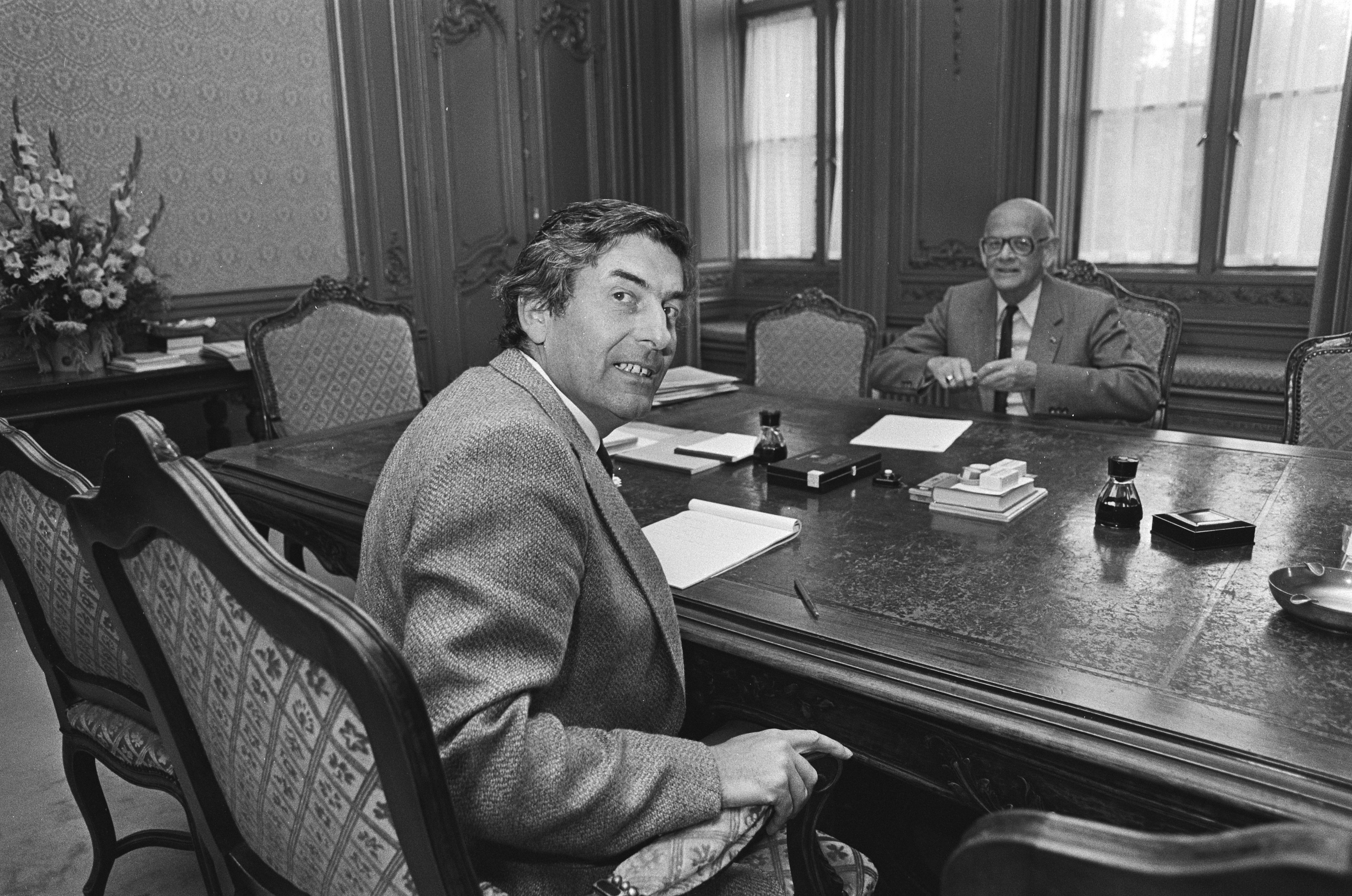
Lubbers als onderhandelaar tegenover informateur De Gaay Fortman

Toen Van Agt dit vernam, meldde hij zich ziek en gaf bij Bukman aan zich terug te trekken als fractievoorzitter en onderhandelaar. Hij vond zijn positie als onderhandelaar onhoudbaar door de houding van de fractie en had daarnaast kritiek op de handelswijze van de koningin, omdat zij koos voor een CDA'er met een duidelijke voorkeur voor de coalitie met PvdA. Lubbers werd vervolgens aangewezen als fractievoorzitter, hoewel Van Agt De Koning had aanbevolen. Het fractiebestuur liet in een persbericht weten dat Van Agt nog steeds minister-president moest worden. Achter de schermen schreef Van Agt samen met Steenkamp en minister van Financiën Fons van der Stee daarnaast een sociaaleconomisch programma wat Lubbers moest uitonderhandelen.
De lucht klaarde tussen De Gaay Fortman en Van Agt toen de Gaay Fortman hem voor persoonlijk bezoek thuis kwam opzoeken. Inhoudelijk boekte hij vooruitgang op de openliggende geschilpunten. Lubbers was bereid het concrete bezuinigingsbedrag van 4,5 miljard gulden te laten varen en dat het kabinet later moest bepalen welk bedrag bezuinigd zou moeten worden op basis van 'kwalitatieve factoren'. Den Uyl moest daarentegen accepteren dat werd vastgelegd dat voor zijn werkgelegenheidsplannen een dekkingsplan moest zijn. Lubbers wist vervolgens Van Agt via Van der Stee mee te krijgen met het akkoord, hoewel ze beiden niet enthousiast waren. De Gaay Fortman stelde vervolgens een eindverslag op waarin hij de aanbeveling deed Van Agt te benoemen tot formateur.

## Formateur Van Agt

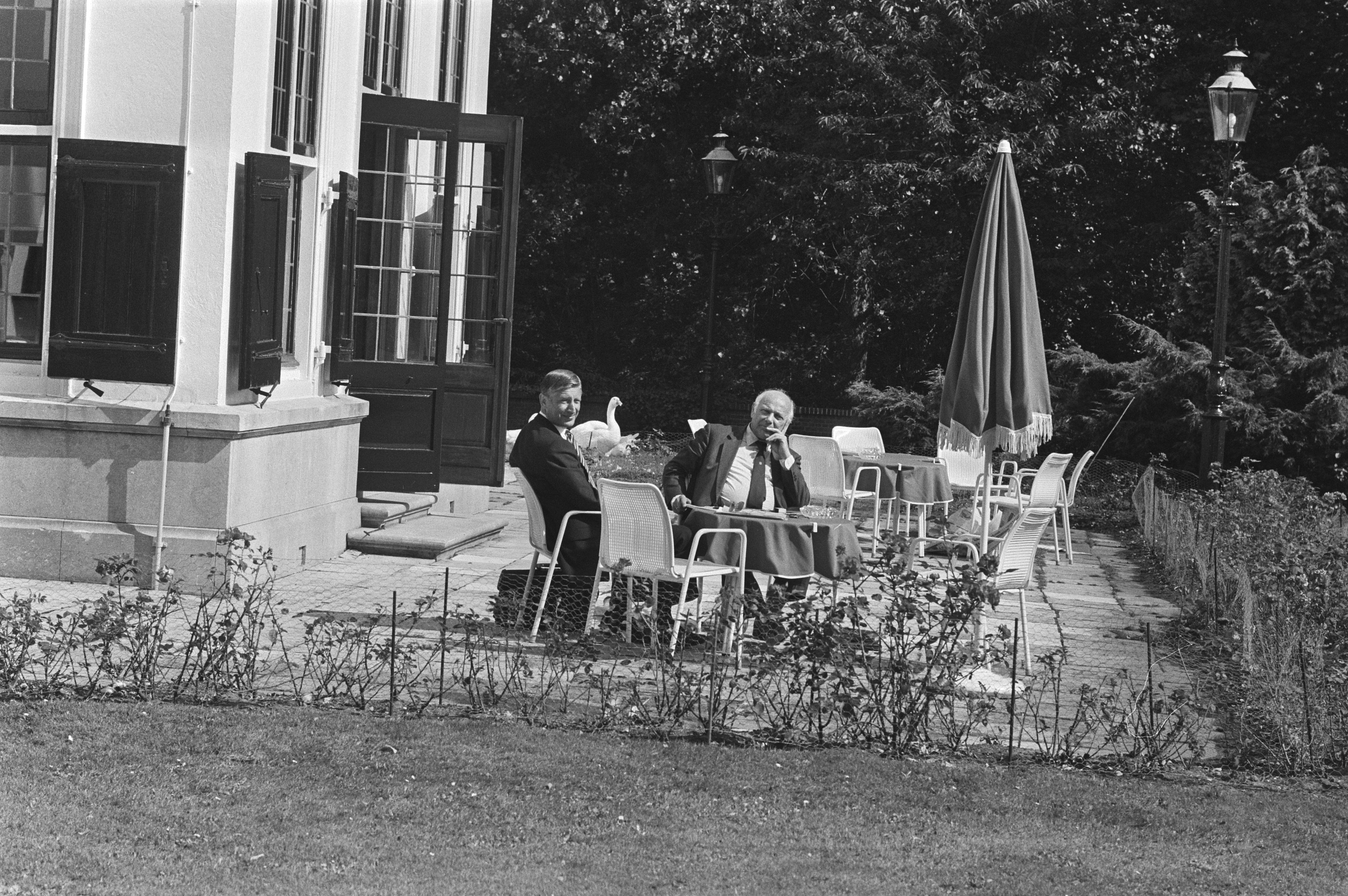
Formateur Van Agt in gesprek met Den Uyl op het bordes van het Catshuis op 3 september 1981.

Van Agt werd op 2 september benoemd tot formateur en moest zijn werk verzetten "uitgaande van de conclusies van informateur Prof. De Gaay Fortman". Dit betekende niet opnieuw onderhandelen over het programma. Hij verrichte zijn werk vanuit het Catshuis om zo de journalisten op afstand te houden. Het bij elkaar kregen van de ministersploeg verliep verder zonder problemen. Het werd een gezelschap met politieke 'zwaargewichten'. Op 8 september vond het "pre-constituerend beraad" plaats, wat geen constituerend beraad mocht heten omdat het PvdA-congres zich nog moest uitspreken over deelname van PvdA-ministers. Tijdens het beraad wilde Van Agt dat de PvdA-ministers uitspraken dat zij een positief plaatsingsbesluit van kruisraketten niet konden tegenhouden, maar dat weigerde de PvdA daar opnieuw te bespreken. Ondanks dat veel 'strijdpunten' van de linkervleugel van de PvdA niet behaald waren, stemde een overweldigende meerderheid van het partijcongres voor deelname aan het kabinet. Het congres besloot wel dat de PvdA-ministers moesten opstappen als het kabinet over zou gaan tot plaatsing van kruisraketten.

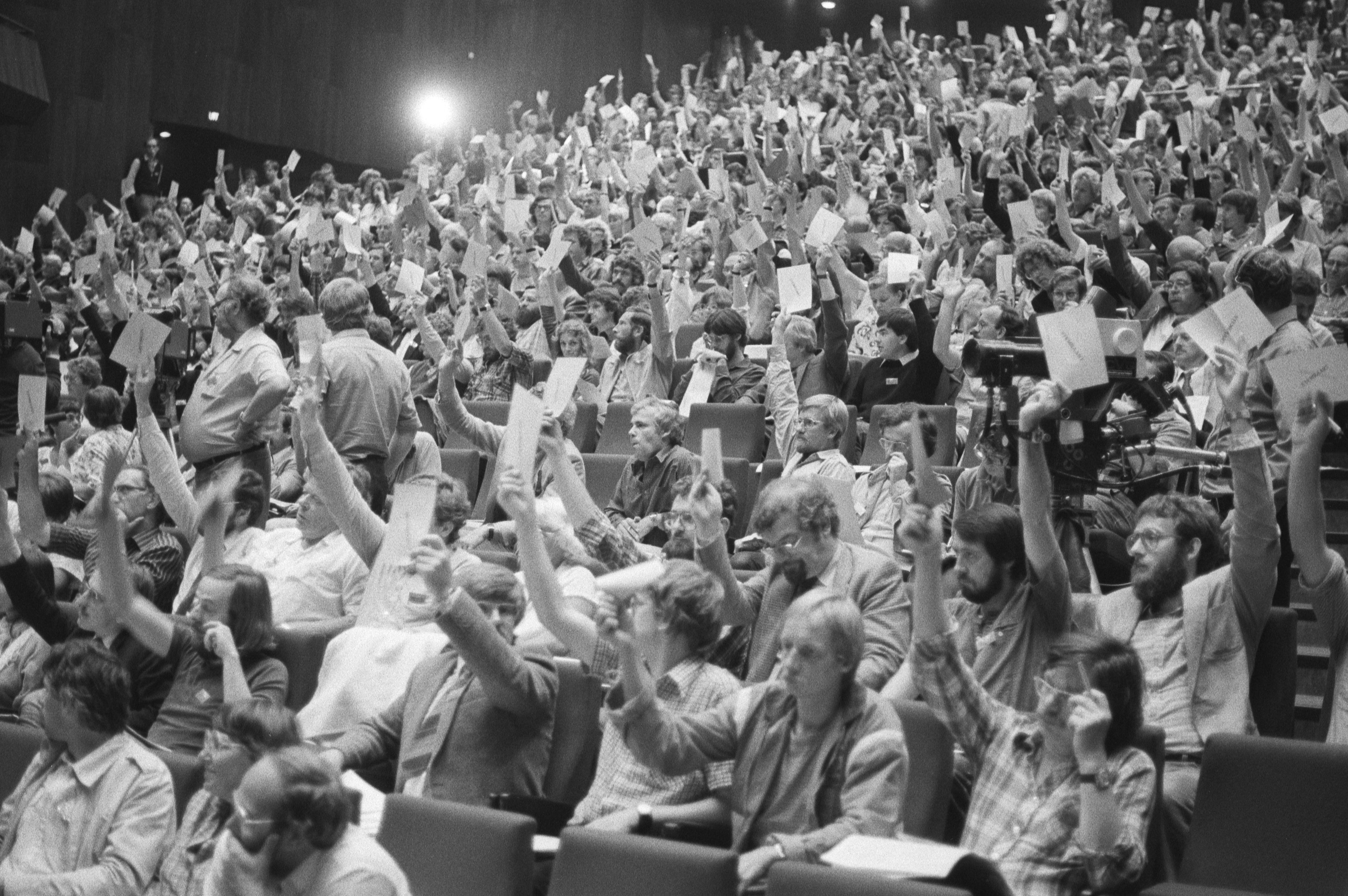
Het PvdA-congres tijdens de stemmingen over het regeerakkoord.

Op 10 september vond het echte constituerend beraad plaats. Daar bevestigden de PvdA-ministers een door Van Thijn geschreven brief uit zijn formatiepoging dat de PvdA-ministers zouden meewerken aan plaatsing van kruisraketten, maar vervolgens zouden opstappen. Op 11 september werd het kabinet beëdigd. Door de regen kon de bordesscène niet plaatsvinden op de trappen van Paleis Huis ten Bosch en moest uitgeweken worden naar de hal.

## Kabinetscrisis

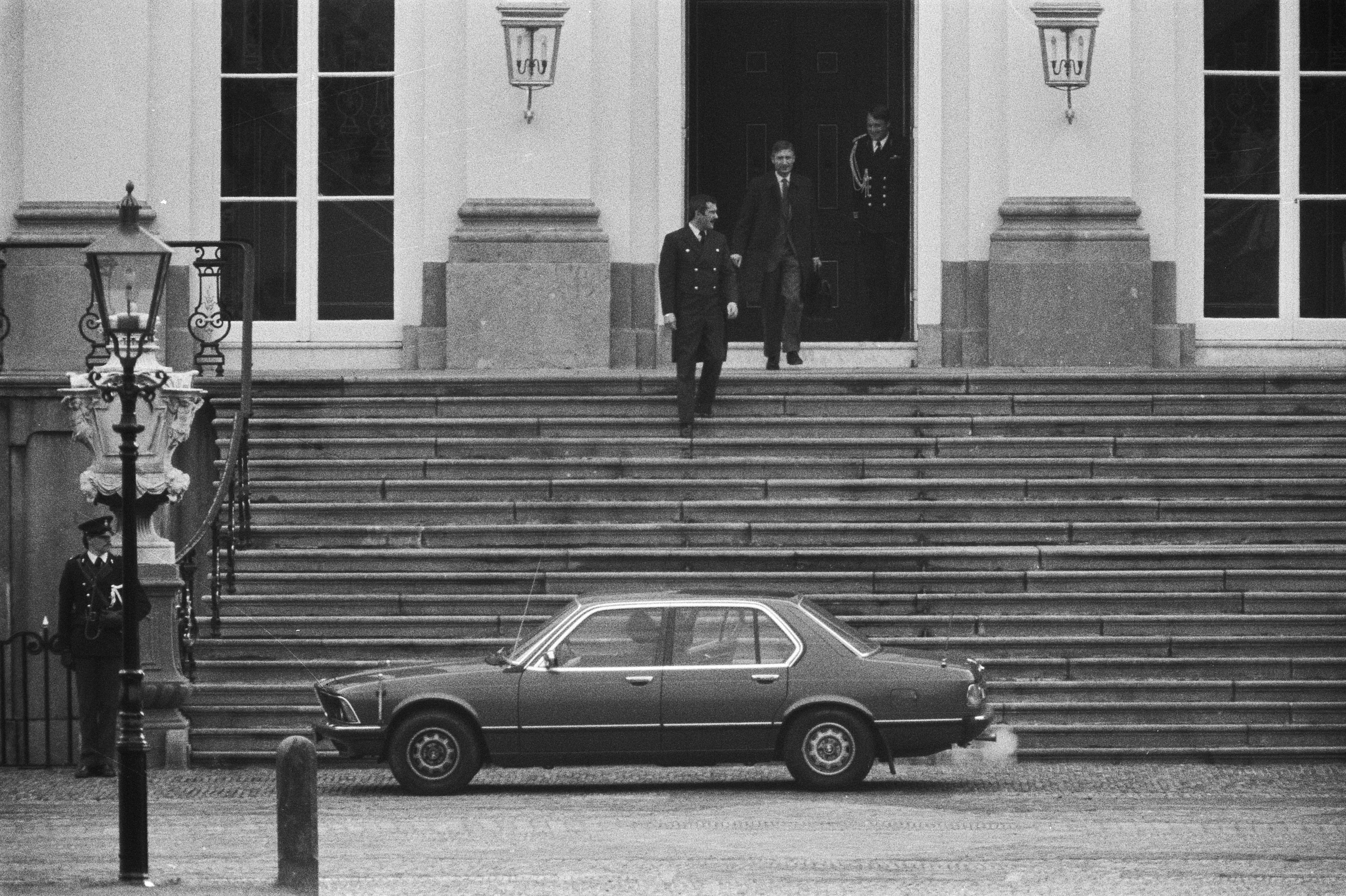
Van Agt verlaat Paleis Huis ten Bosch na een bezoek aan de koningin op 16 oktober.

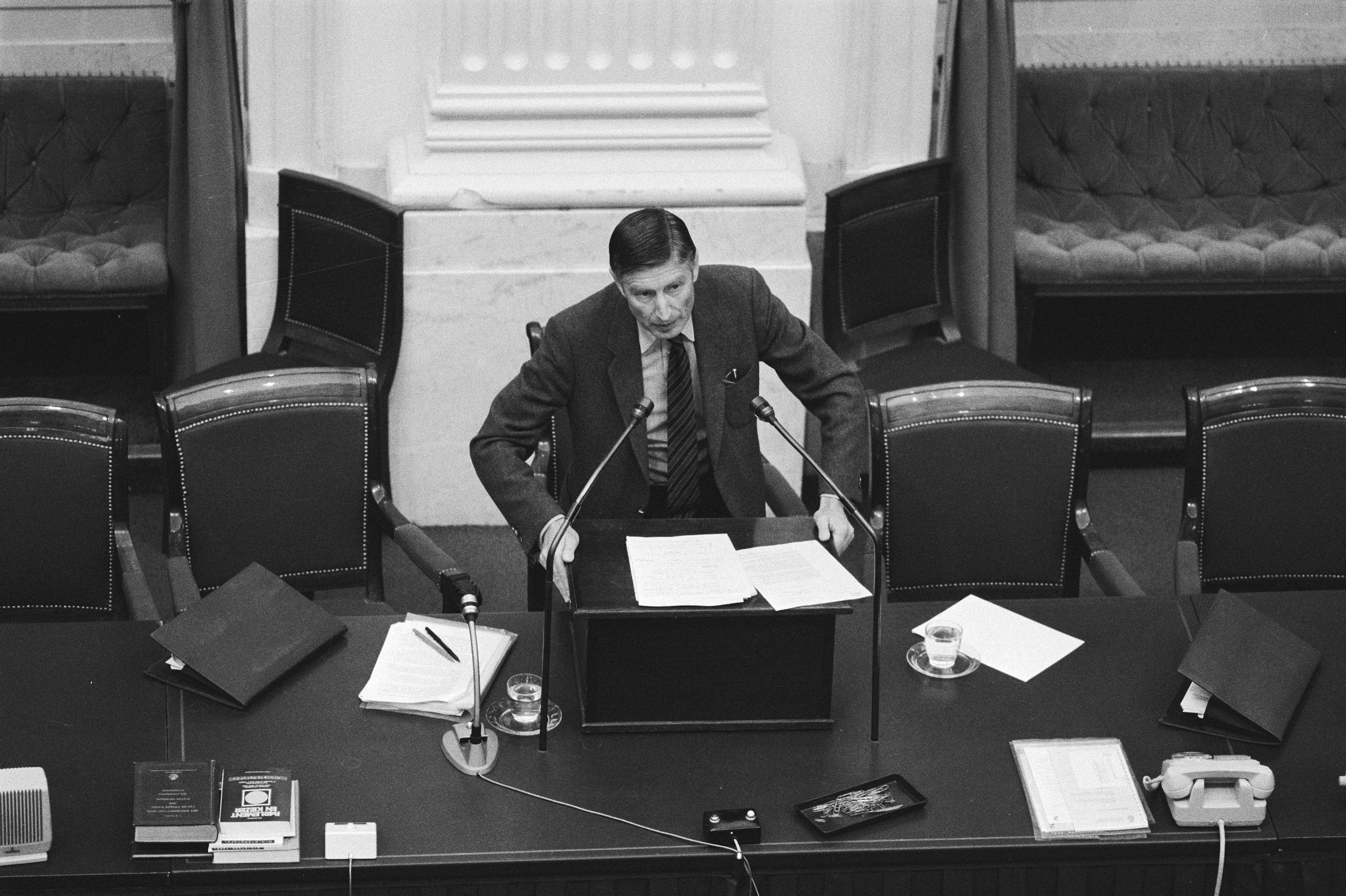
Van Agt tijdens het debat over de kabinetscrisis op 19 oktober.

De regeringsverklaring stond gepland voor 17 oktober. Den Uyl ging direct aan de slag met zijn plannen voor de werkgelegenheid. Daarmee kwam hij al snel in botsing met de andere ministers van zowel CDA als D'66. Zijn plannen waren volgens hen niet conform het regeerakkoord en dreigden ten koste te gaan van andermans begrotingen. Wat volgde was op 8 oktober voorstellen voor vijf miljard meer aan uitgaven, terwijl er 4,25 miljard omgebogen moest worden. Den Uyls voorstel om dan maar het begrotingstekort te laten oplopen, werd afgewezen door minister van Financiën Van der Stee en minister van Economische Zaken Terlouw. De regeringsverklaring werd vanwege de onenigheid met een week uitgesteld. Gezocht werd naar een compromis, maar de PvdA-ministers stemden in de nacht van 15 op 16 oktober tegen het eindbod van Van Agt. Op 16 oktober stelde de ministers hun portefeuilles ter beschikking aan de koningin.

## Informateurs De Galan en Halberstadt

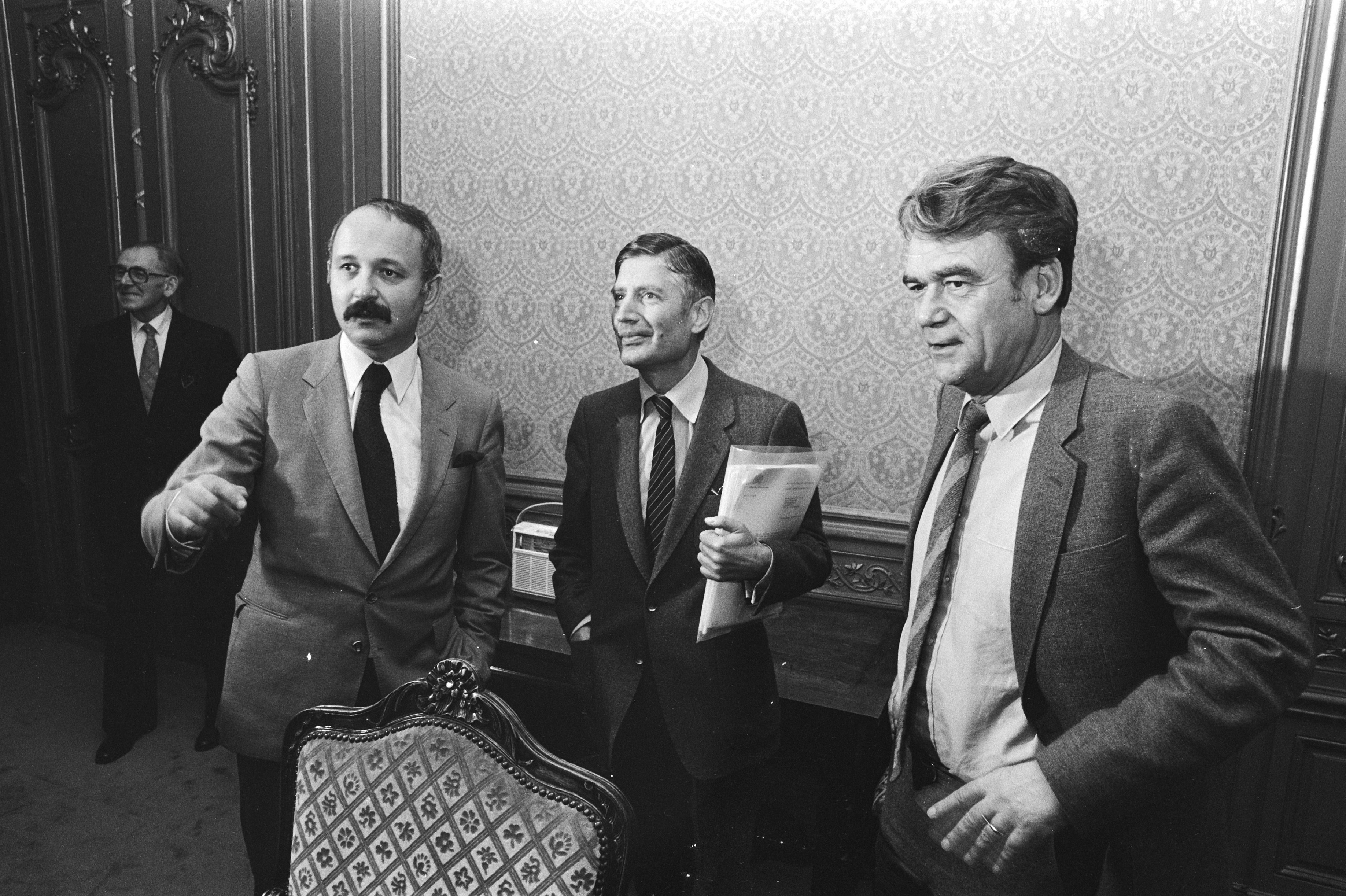
Van Agt (midden) met informateurs Halberstadt (links) en De Galan (rechts).

Direct na de breuk spraken de ministers de wens uit de breuk te lijmen. Lubbers wilde zichzelf met de formatieopdracht belasten, maar het CDA wilde voorkomen dat na hun grote rol in de formatie de indruk wekten ten koste van alles het kabinet wilde reanimeren. Bovendien vonden zij dat PvdA had gebroken en dat zij dus een informateur moesten leveren. De drie partijen adviseerden daarom in die richting. Op 17 oktober benoemde daarom de PvdA-economen Cees de Galan en Victor Halberstadt tot informateurs. Directeur van De Nederlandsche Bank (DNB) Wim Duisenberg was ook gevraagd, maar weigerde omdat hij vreesde daarmee DNB te verbinden aan het regeerakkoord.
De drie partijen gingen met optimisme de lijmpoging in. De schuldvraag werd slechts binnenskamers gesteld en over de gesprekken kwam amper iets naar buiten. De financieel degelijke informateurs presenteerden begin november een voorstel om het werkgelegenheidsplan te financieren voor één miljard door middel van een tijdelijke solidariteitsheffing. Dit idee kwam uit de koker van FNV-voorzitter Wim Kok. Na aanpassing van het voorstel gingen de D'66-ministers akkoord, maar bleven de CDA-ministers tegen. Het CDA wilde alleen akkoord gaan als de vakbeweging geen looneisen ging stellen die het effect van de belastingverhoging op het werkgelegenheidsbeleid weer ongedaan zou maken, wat weer onacceptabel was voor de PvdA. In de avond van 4 november vonden de ministers toch een compromis, waarbij over een jaar gekeken zou worden naar de reactie van de vakbeweging, waarbij een loonmaatregel niet uitgesloten was. De informateurs boden vervolgens hun eindverslag aan en Van Agt vroeg namens het kabinet aan de koningin weer in functie te mogen treden.

## Nasleep

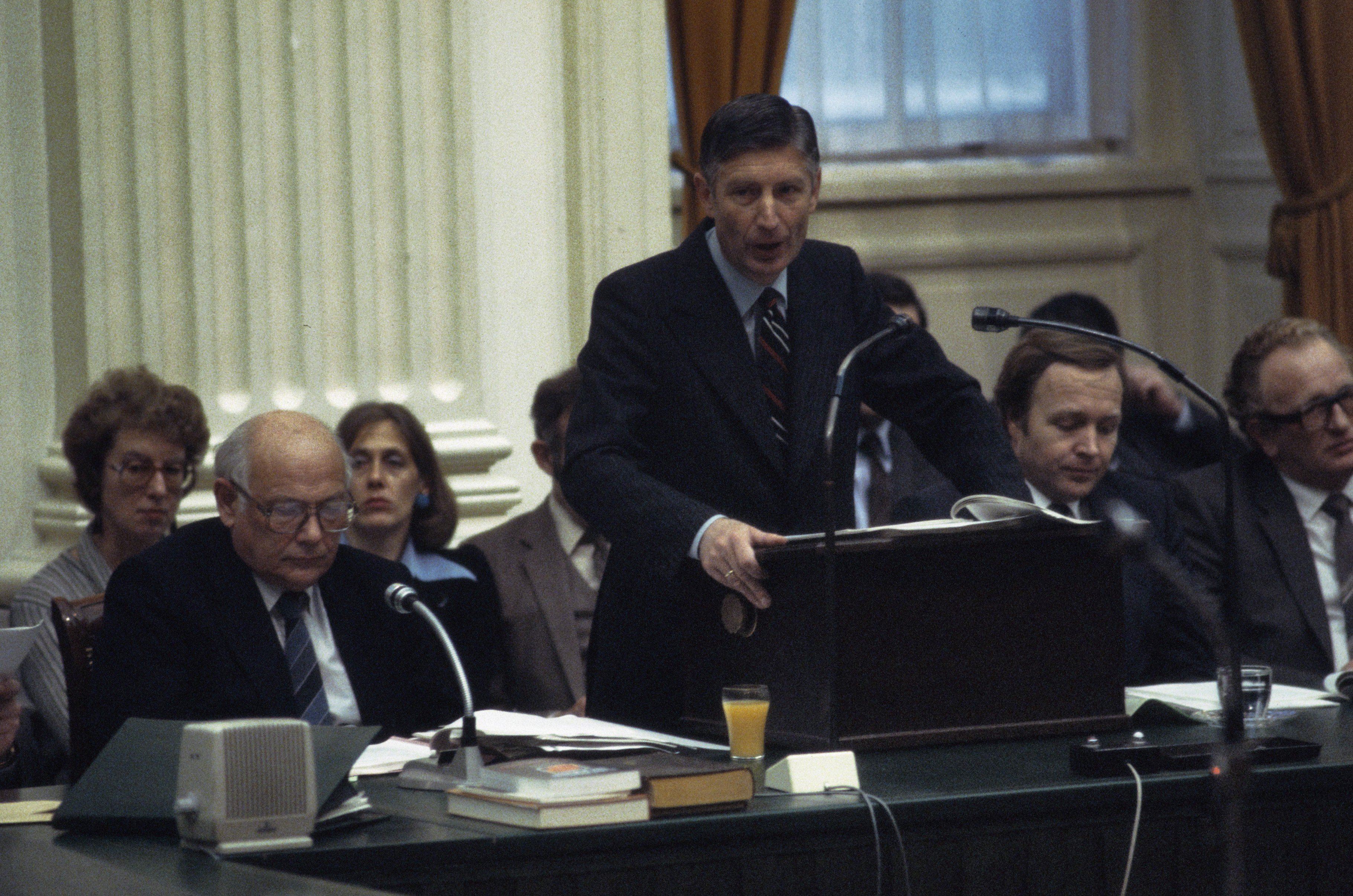
Van Agt leest de regeringsverklaring voor.

Ook daarna bracht het nieuwe kabinet weinig goeds. Het viel op 29 mei 1982 na amper een half jaar te hebben geregeerd.